# Gegenpapst
Als Gegenpapst (lateinisch pseudopapa, antipapa) wird eine Person bezeichnet, die während der Amtszeit eines kanonisch gewählten Papstes (der also nicht verstorben ist und auch nicht abgedankt hat) und in Gegensatz zu diesem von bestimmten Autoritäten zum Papst ernannt wurde. Im weiteren Sinne werden auch ernannte Nachfolger verstorbener Päpste, deren Anspruch nicht akzeptiert wurde und die einem später eingesetzten, aber anerkannten Papst unterlagen, als Gegenpäpste eingestuft.
Durch Begriffsunschärfe, Parteilichkeit, unklaren Wahl- und Ernennungsmodus sowie lückenhafte Überlieferung schwankt die Anzahl der historisch wahrgenommenen Gegenpäpste; die Angaben liegen zwischen 25 und 40. Bei einigen Päpsten ist schwierig festzustellen, ob sie rechtmäßig oder unrechtmäßig im Amt waren. Gegenpäpste, die wie etwa Sergius III. später zum legitimen Papst wurden, werden nicht immer als Gegenpapst gezählt. Manche Gegenpäpste wie etwa Benedikt X. oder Johannes XVI. wurden zeitweise als legitim anerkannt und gingen so in die Zählung der jeweiligen Papstnamen ein.
Strittige Wahlen zum Bischof von Rom gab es bereits in der Spätantike. Historisch bedeutsam waren vor allem die Gegenpäpste im Hochmittelalter und diejenigen in der Zeit des Abendländischen Schisma von 1378 bis 1417, in dem die konkurrierenden Papstansprüche in Rom, Avignon und ab 1409 auch Pisa die katholische Christenheit spalteten.
In moderner Zeit werden Anführer katholischer Splittergruppen, die sich selbst zum Papst ausrufen, gelegentlich als „Gegenpapst“ bezeichnet.

## Geschichte
Zur Aufstellung von Gegenpäpsten kam es, weil sich zum Beispiel das Kardinalskollegium spaltete oder der Kaiser bzw. römische aristokratische Familien in die Papstwahl eingriffen. Als erster Gegenpapst wird teilweise Hippolyt gezählt, der möglicherweise von 217 bis 235 als einer von zwei schismatischen Bischöfen von Rom amtierte, als Gegner des Bischofs Calixt I., danach von Urban I. und schließlich von Pontianus.
Nachdem ab 1309 insgesamt sieben von der gesamten Kirche anerkannte Päpste in Avignon residiert hatten, ließ Gregor XI. sich 1377 zur Rückkehr nach Rom überzeugen; die französischen Kardinäle erkannten dies jedoch nicht an und erklärten den Heiligen Stuhl daraufhin für vakant. Dies führte 1378 zum großen Schisma, das bis zum Konzil von Konstanz 1417 andauerte. In dessen Zeitraum gab es einen Papst in Rom und einen Gegenpapst in Avignon sowie zeitweilig noch die Gegenpäpste der Obedienz von Pisa (Alexander V. (1409–1410) und Johannes XXIII. (1410–1415)), die jeweils von verschiedenen Mächten Europas als alleiniger Papst angesehen wurden, was zu einer tiefen Zerrissenheit der gesamten abendländisch-christlichen Welt führte.
In der Zeit des Nationalsozialismus befasste sich Adolf Hitler nach Angaben in den Tagebüchern Alfred Rosenbergs mit der Ernennung von Gegenpäpsten. Durch Gegenpäpste sollte die Einheit der katholischen Kirche in besetzten Ländern gebrochen werden. Der erste Gegenpapst sollte Spanier sein und in Toledo residieren. Weitere Gegenpäpste waren für Frankreich und den NS-Staat vorgesehen. Zu einer Verwirklichung der Überlegungen kam es nicht.
Der Begriff des „Gegenpapstes“ ist in der Forschung umstritten. Er wurde zeitgenössisch in verschiedenen Formen (in den Quellen begegnen antipapa, pseudopapa, dictus papa usw.) nur von Parteigängern eines jeweils anderen Prätendenten verwendet, die dem Anwärter der Gegenpartei feindlich gesinnt waren, diente somit verständlicherweise niemals als Eigenbezeichnung. Zudem bleibt aus Sicht der historischen Forschung häufig unklar, welcher Papst in Zeiten rivalisierender Herrschaftsansprüche als rechtmäßig zu betrachten ist. Häufig erlauben die spärlichen Quellen in dieser Frage keine eindeutigen Antworten. Ein weiterer Umstand für diese mangelnde Klarheit in der Beantwortung der Rechtmäßigkeit verschiedener Pontifikate liegt darin begründet, dass sich eine verbindliche Rechtsordnung zur Papstwahl erst im langen Verlauf mehrerer Jahrhunderte etablierte (beginnend mit dem Papstwahldekret von 1059), während sich die Erhebung des Bischofs von Rom im ersten nachchristlichen Jahrtausend nicht wesentlich von jeder anderen Bischofserhebung innerhalb der westlichen Kirche unterschied. Zur Beendigung von doppelten (oder gar dreifachen) Herrschaftsansprüchen auf das päpstliche Amt konnten politische Einflussnahmen (so auf der Synode von Sutri durch König Heinrich III.), innerkirchliche Faktoren wie die Frage der Obödienz oder das Ableben eines der Kontrahenten beitragen (vgl. z. B. Wibert von Ravenna). Bei dem Aufkommen von Gegenpäpsten handelt es sich um ein vornehmlich mittelalterliches Phänomen, dem durch die sukzessive Einführung einer verbindlichen Papstwahlordnung ein kirchenrechtlicher Riegel vorgeschoben werden konnte.

## Gegenwart
Auch die Päpste seit dem Zweiten Vatikanischen Konzil werden von manchen Gruppierungen abgelehnt (siehe Sedisvakantismus). Oberhäupter einzelner Splittergruppen erheben selbst den Anspruch, der rechtmäßige Papst zu sein. Dazu gehören die palmarianisch-katholische Kirche, die Apostel der unendlichen Liebe und die True Catholic Church, ferner David Allen Bawden als „Michael I.“ oder Viktor von Pentz als „Linus II.“.
Sie unterscheiden sich allerdings von den historischen Gegenpäpsten, da sie weder von Teilen des Konsistoriums noch des Episkopats noch von Staaten als Oberhaupt der katholischen Kirche anerkannt wurden. Vielmehr gelten sie als Oberhäupter eigenständiger Religionsgemeinschaften, die maximal einige tausend Anhänger mit starker regionaler Begrenzung haben.